# بل وای‌اواچ-۴
بل وای‌اواچ-۴ (به انگلیسی: Bell YOH-4) یک بالگرد ساختِ کارخانهٔ بل هلیکوپتر در کشور ایالات متحده آمریکا و کانادا است. نخستین استفاده‌کنندهٔ این بالگرد نیروی زمینی ایالات متحده آمریکا بوده‌است. این بالگرد برای نخستین بار در ۸ دسامبر ۱۹۶۲ میلادی مورد استفاده قرار گرفت.